# Syzygium lenbrassii
Syzygium lenbrassii är en myrtenväxtart som beskrevs av Lyndley Alan Craven och Edward Sturt Biffin. Syzygium lenbrassii ingår i släktet Syzygium och familjen myrtenväxter.
Artens utbredningsområde är Papua Nya Guinea. Inga underarter finns listade i Catalogue of Life.